# Environnement biophysique
Ne doit pas être confondu avec mode de vie.

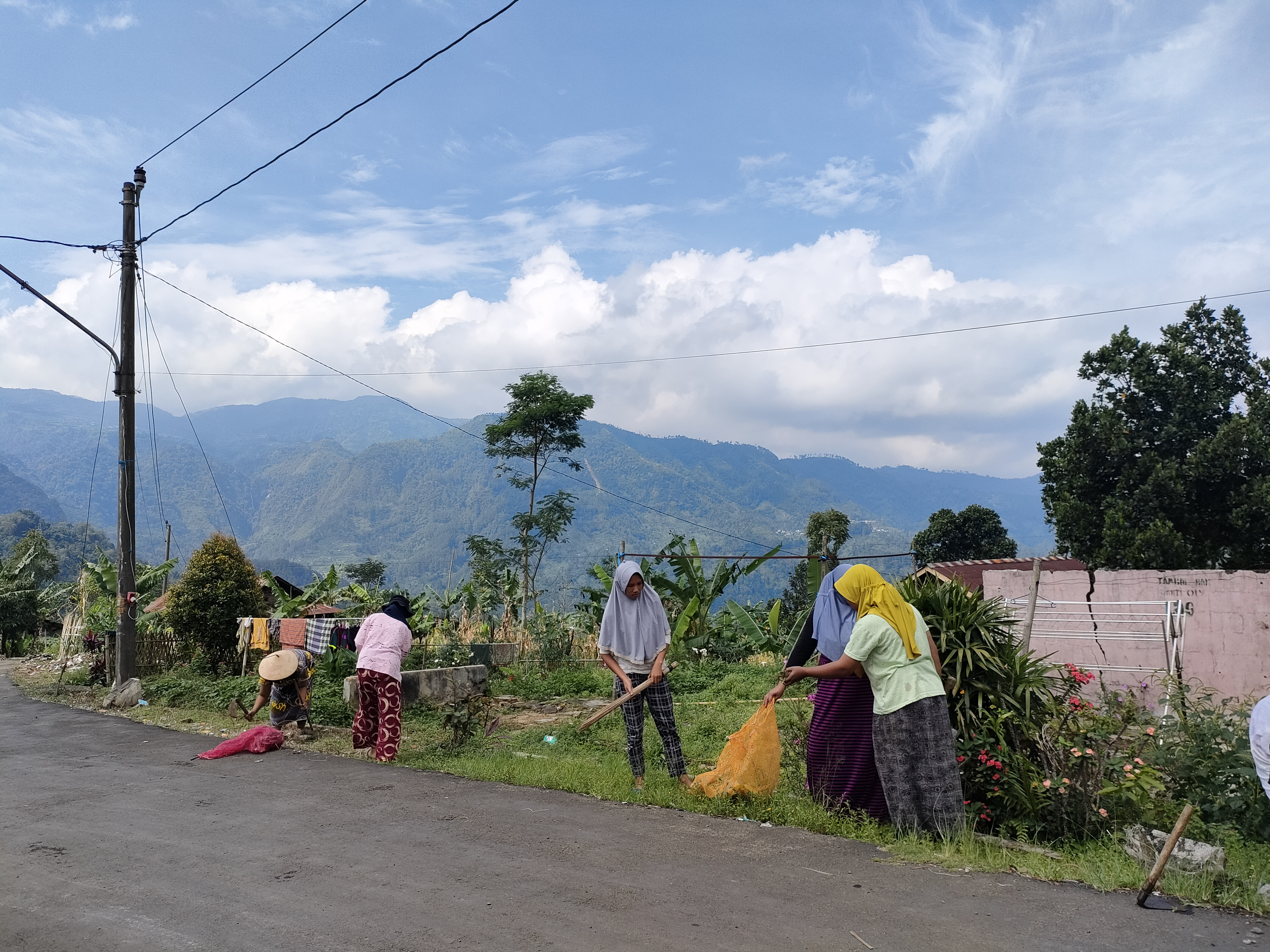
Les résidents font la promotion des activités de service communautaire le matin pour nettoyer l'environnement du village afin qu'il ait l'air propre, ordonné, sain et soigné.

L’environnement biophysique, appelé aussi milieu biophysique ou milieu de vie, désigne le milieu biotique (interactions dans les biocénoses) et abiotique (topographie, caractéristiques du sol, climat, qualité de l'eau, etc.) d'un individu, d'une espèce ou d'une population d'espèces, et comprend par conséquent les facteurs qui ont une influence sur leur survie, leur développement et leur évolution.
Ce concept en écologie est plus large que celui d'habitat d'espèce.